# Starnuti
Starnuti è un album del 2006 di Francesco Nuti.

## Il disco
L'album contiene molte delle canzoni presenti nei film dell'attore toscano: Giulia dal film Caruso Pascoski di padre polacco, Son contento dall'omonimo film, Tutt'amore dal film Willy signori e vengo da lontano, Se l'hai vista camminare dal film Il Signor Quindicipalle, Lovelorn man dal film Tutta colpa del paradiso, Puppe a pera e Madonna che silenzio c'è stasera dall'omonimo film.
L'album contiene inoltre 4 brani inediti: Primo ottobre, Batte la spola, Il birignao e Non tenermi qui.
Molte delle canzoni sono scritte insieme al fratello Giovanni. I brani 1, 5, 8 e 12 sono stati registrati dal gennaio al marzo 2006 presso Sonoria Recording Plant di Andrea Benassai, Prato.

## Tracce
1. Primo Ottobre - 4:03 - F. Nuti
2. Giulia - 4:56 - G. Nuti
3. Son Contento - 3:51 - F. Nuti
4. Santo Domingo - 3:21 - G. Nuti
5. Batte La Spola - 2:43 - G. Nuti
6. Tutt'amore - 4:36 - G. Nuti, R. Galardini, F. Nuti
7. Sarà Per Te - 4:05 - R. Mariotti
8. Il Birignao - 3:59 - F. Nuti, R. Betti
9. Se L'Hai Vista Camminare - 4:49 - F. Nuti
10. Lovelorn Man - 3:30 - G. Nuti, A. Thomas
11. Puppe A Pera - 5:24 - F. Nuti, R. Betti
12. Non Tenermi Qui - 2:39 - G. Nuti
13. Madonna Che Silenzio C'è Stasera - 4:13 - G. Nuti, F. Nuti